# فهرست شرکت‌های هواپیمایی صربستان
این مقاله شامل فهرست شرکت‌های هواپیمایی صربستان است.

## شرکت‌های هواپیمایی تجاری
| شرکت هواپیمایی | تصویر | ایکائو | یاتا | شناسه      | آغاز فعالیت | فرودگاه                    | توضیحات |
| -------------- | ----- | ------ | ---- | ---------- | ----------- | -------------------------- | ------- |
| ایر صربیا      |       | ASL    | JU   | AIR SERBIA | ۲۰۱۳        | فرودگاه بلگراد نیکولا تسلا |         |

## چارتر
| شرکت هواپیمایی | تصویر | ایکائو | یاتا | شناسه           | آغاز فعالیت | فرودگاه                    | توضیحات                |
| -------------- | ----- | ------ | ---- | --------------- | ----------- | -------------------------- | ---------------------- |
| ایرپینک        |       | PNK    |      | AIR PINK        | ۲۰۰۴        | فرودگاه بلگراد نیکولا تسلا |                        |
| ایر صربیا      |       | ASL    |      |                 | ۲۰۱۴        | فرودگاه بلگراد نیکولا تسلا | Division of Air Serbia |
| Eagle Express  |       | EES    |      | EAGLE STAR      |             | فرودگاه بلگراد نیکولا تسلا |                        |
| پرنس اوییشن    |       | PNC    |      | PRINCE AVIATION | ۱۹۹۲        | فرودگاه بلگراد نیکولا تسلا |                        |